# Tweede inauguratie van George Washington

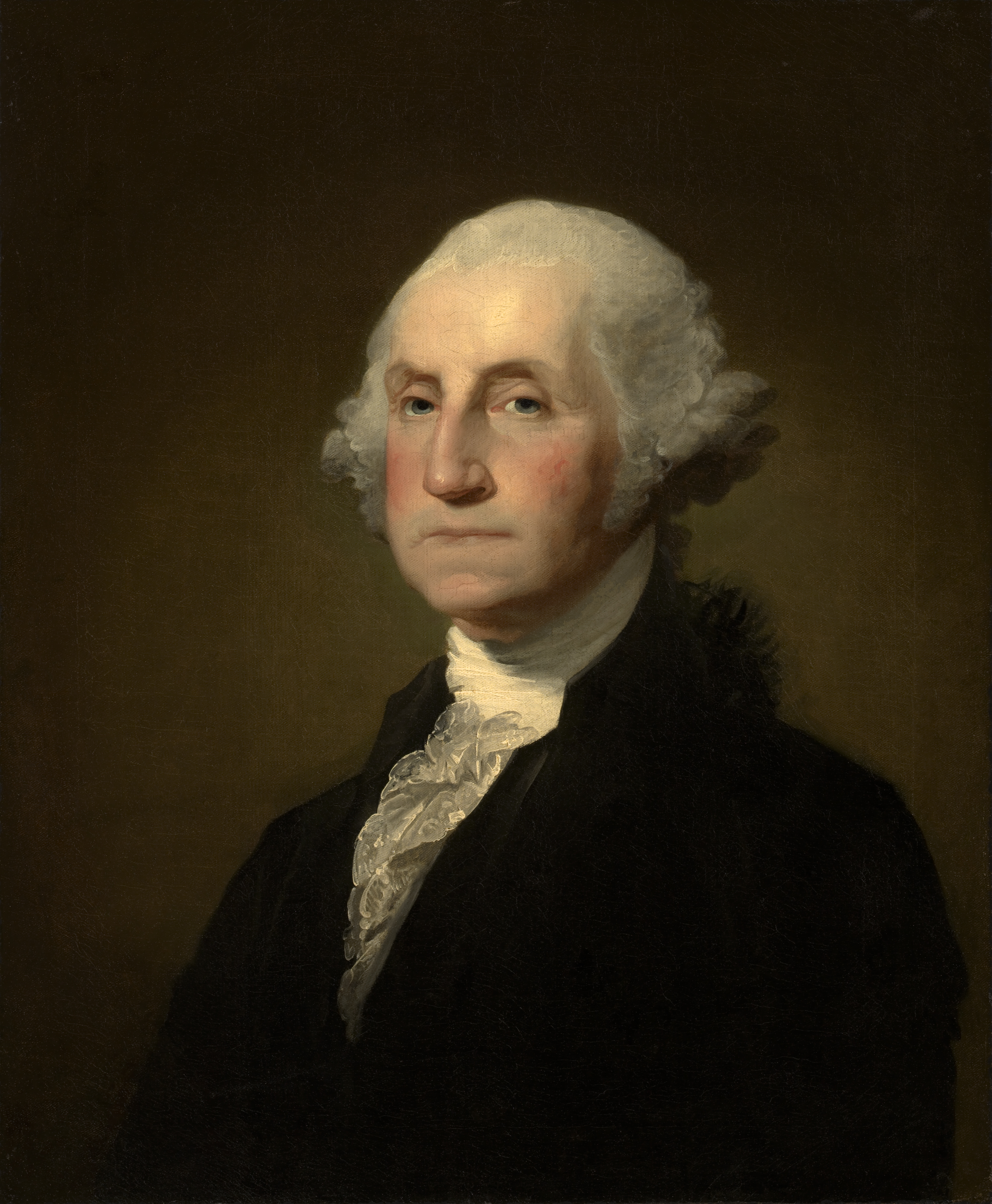
President George Washington.

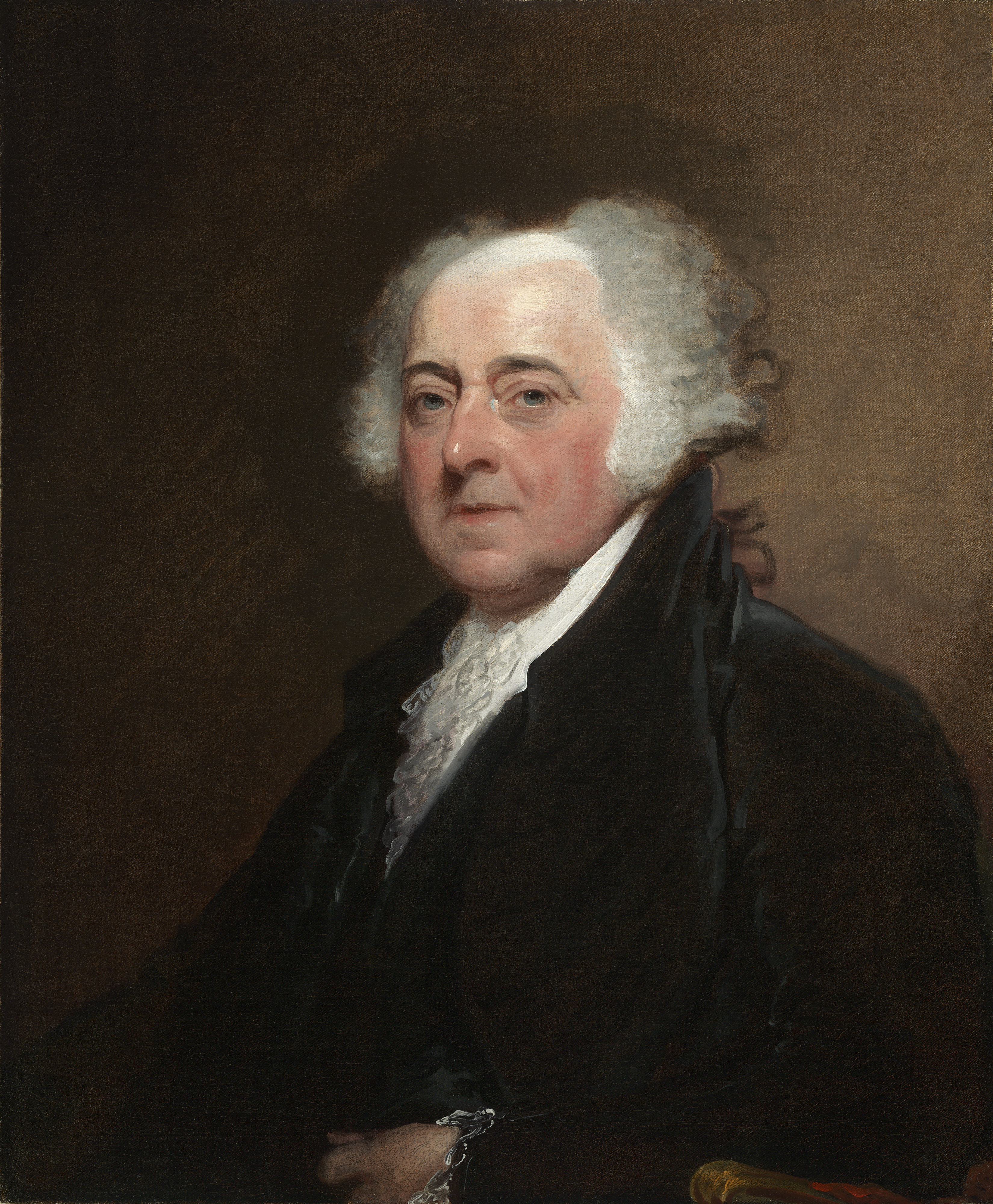
Vicepresident John Adams.

De tweede inauguratie van George Washington als eerste president van de Verenigde Staten vond plaats in de Senaatszaal van de Congress Hall in Philadelphia, Pennsylvania op maandag 4 maart 1793. De inauguratie luidde het begin in van de tweede vierjarige ambtstermijn van George Washington als president en de tweede vierjarige ambtstermijn van George Clinton als vicepresident van de Verenigde Staten. Washington werd ingezworen door William Cushing, rechter in het Hooggerechtshof van de Verenigde Staten. Het was de eerste presidentiële inauguratie die plaatsvond in Philadelphia.

## Achtergrond
De tweede inauguratie van George Washington volgde op zijn overwinning in de Amerikaanse presidentsverkiezingen van 1792.

## Verloop van de inauguratie
De inaugurele rede die president Washington uitsprak tijdens deze ceremonie telde slechts 135 woorden en is tot op heden de kortste inaugurele toespraak uit de Amerikaanse presidentiële geschiedenis. De plechtige toespraak luidde vrij vertaald als volgt:
Waarde medeburgers,
Ik word opnieuw geroepen door de stem van mijn land om de functie van zijn leider uit te oefenen. Wanneer de juiste gelegenheid daarvoor zal komen, zal ik proberen uiting te geven aan het hoge gevoel dat ik koester van deze voorname eer, en van het vertrouwen dat het volk van verenigd Amerika in mij heeft gesteld.
Voorafgaand aan de uitvoering van enige officiële handeling van de President vereist de Grondwet het afleggen van een eed. Ik sta nu op het punt deze eed af te leggen in uw aanwezigheid. Als men tijdens mijn regeerperiode zou vinden dat ik de voorschriften van de Grondwet op welke manier dan ook wetens en willens zou schenden, dan zal (naast het oplopen van grondwettelijke bestraffing) misschien ook voorwerp uitmaken van verwijten van iedereen die hier getuige zijn van deze plechtige ceremonie.